# Clueless (Original Motion Picture Soundtrack)
Clueless (Original Motion Picture Soundtrack) es el primer álbum soundtrack de Clueless. Este álbum fue uno de los más exitosos en los 90's debido a que el éxito de la película y las colaboraciones de artistas como The Muffs, Radiohead, Mighty Mighty Bosstones y Supergrass, lograron hacer al álbum muy popular entre los fans de la película.

## Canciones
1. The Muffs – Kids In America (3:18)
2. Cracker – Shake Some Action (4:25)
3. The Counting Crows – The Ghost In You [Live] (3:31)
4. Luscious Jackson – Here [Squirmel Mix] (3:34)
5. World Party – All The Young Dudes (4:00)
6. Radiohead – Fake Plastic Trees [Acoustic Version] (4:46)
7. Lightning Seeds – Change (4:01)
8. Smoking Popes – Need You Around (3:42)
9. Beastie Boys – Mullet Head (2:54)
10. Mighty Mighty Bosstones – Where'd You Go? (3:16)
11. Coolio – Rollin' With My Homies (4:06)
12. Supergrass – Alright (3:01)
13. Velocity Girl – My Forgotten Favorite (3:49)
14. Jill Sobule - Supermodel (3:08)

- Datos: Q5775180